# یون یونگرن
یون یونگرن (سوئدی: John Ljunggren؛ ۹ سپتامبر ۱۹۱۹ – ۱۳ ژانویه ۲۰۰۰) دونده دو پیاده‌روی سرعت اهل سوئد بود.
وی در مسابقات کشوری و بین‌المللی در مجموع برندهٔ ۲ مدال طلا، ۲ مدال نقره، ۱ مدال برنز شده‌است.